# Bolagen
Bolagen är en sjö i Härjedalens kommun i Härjedalen och ingår i Glommas huvudavrinningsområde. Sjön har en area på 2,35 kvadratkilometer och ligger 953,3 meter över havet. Sjön avvattnas av vattendraget Fjellborga.

## Delavrinningsområde
Bolagen ingår i det delavrinningsområde (694447-130962) som SMHI kallar för Utloppet av Bolagen. Medelhöjden är 1 060 meter över havet och ytan är 17,79 kvadratkilometer. Räknas de 4 avrinningsområdena uppströms in blir den ackumulerade arean 36,63 kvadratkilometer. Avrinningsområdets utflöde Fjellborga mynnar i havet. Avrinningsområdet består mestadels av öppen mark (33 procent) och kalfjäll (53 procent). Avrinningsområdet har 2,43 kvadratkilometer vattenytor vilket ger det en sjöprocent på 13,7 procent.